# 祁寧
祁寧（14世紀—15世紀），浙江湖州府長興縣人，明朝政治人物。

## 生平
祁寧為人端謹清慎，擅長詩文，是永樂元年（1403年）癸未科浙江鄉試舉人，二年（1404年）甲申科進士，授刑部主事，後因犯錯被罷官，家居雖然圖書蕭然，衣食不足，仍然處之泰然。

## 引用
1. 1 2  同治《長興縣志·卷二十三上·人物》：祁甯【寧】，永樂二年進士，任刑部主事，端謹清慎，工於詩文，以詿誤落職家居，圖書蕭然，衣食不足處之泰然。 顧志
2. ↑  同治《長興縣志·卷二十·選舉》：永樂 祁甯 元年癸未科（舉人），進士。……祁甯 二年甲申科（進士），詳人物傳
3. ↑  同治《湖州府志·卷七十五·人物傳》：祁甯，長興人，永樂二年進士，任刑部主事，端謹清慎，工於詩文，以詿誤落職家居，圖書蕭然，衣食不足處之泰然。 長興顧志